# Башня Спасо-Преображения
Башня Спасо-Преображения (Спасо-Преображенская Церковь, Преображенская Церковь, Ярморочная башня, Ярморочная, Ярморочные ворота) — проездная башня Свенского монастыря, сегодня выходящая к примонастырскому Яблоневому Саду. Она возведена в 1742 году предположительно архитектором И.Ф. Мичуриным, по проекту которого построили Успенский Собор.
Вид имеет как ворота над которыми установлен надвратный ярусный храм восьмерик на четверике, выполненный в стиле украинского барокко.

## История
Башня возведена в 1742 году на средства брянского купечества. Из письма от 1734 года становится ясно, что ранее на месте башни стояла более старая церковь:
«…в Свенском монастыре из давних лет по строена каменная Божия — церковь во имя Преображения Господня, которая весьма ветха и мурвалится и священнодействовать отнюдь невозможно и прошу, дабы повелено было вышеозначенную церковь разобрать и вновь на ограде во имя Преображения Господня построить».
Какой была первая церковь, неизвестно. Можно предположить, что она взята за основание постройки.
Указ на строительство Спасо-Преображенской церкви был выдан в 1734 году. Завершено строительство в 1742 году. Новое здание стали использовать, как главные ворота на Свенскую Ярмарку, проходившую у западных стен Свенского монастыря. В связи с этим мероприятием башня получило нарицательное название "Ярморочная", а вследствии этого и прочие топонимы такие как: Свенские ворота, Ярморочные врата, Ярморочная башня и т.д.
В 1797 году церковь капитально отремонтировали, при этом был сломан весь нижний восьмерик, вновь пришлось все восстанавливать.
В 1842 году от сырости рухнуло гульбище, хотя еще в 1840 году над ним соорудили деревянный навес.
В 1864 году Свенская Ярмарка была переведена на Соборную площадь в Брянске. Скорее всего в связи с ветхость башенного и арочного строения. Ярморочные Ворота закрыли.
В описи 1897 года было найдено помещение для пожарного обоза.
В 1914 году из-за Первой Мировой Войны была прекращена традиция проведения Свенской Ярмарки. Её возобновили к тысячелетию города Брянска в 1985 году.
Когда началось закрытие монастыря в 1926 году, башня оказалась одной из немногих объектов, частично сохранивших свой облик.
В 1970 году вышла книга М.П. Цапенко «По равнинам Десны и Сейма». В данной книге была подробна описана Спасо-Преображенская Церковь. По заверению архитектора, путешественника и писателя:
«...объемно-пространственная композиция памятника своеобразна и, насколько нам известно, аналогии не имеет».
В 1977 году была начата реконструкция Свенского монастыря пик которой пришёлся на 2010-е года. В 1978 году реставрация коснулась и Ярмарочных ворот.
В период с 2020 по 2023 года монастырь за свой счёт пытался отреставрировать церковь, но в связи с COVID-19 работы пришлось свернуть. Восстановить их проведение получилось лишь частично.
На момент июля 2024 года монастырь ищет дополнительное финансирование для проведения реставрационных работ объекта федерального значения. За деньги монастыря проводится реставрация икон и внутреннего, деревянного убранства.

## Архитектура
Главным памятником архитектуры, дошедших до наших дней, является построенная над западными ярмарочными воротами, пятиярусная башня Спасо-Преображенской церкви.
Первый ярус церкви образован порогами.
На второй ярус ведут краснокирпичные лестницы. Он выполнен в виде галереи, именуемой "гульбищем". Они украшены полуциркульными арками на низких массивных столбах. Галерея опоясывает этаж с трех сторон. С галереи вход в основной прямоугольный неф церкви и в алтарную пристройку.
В пристройке ранее находился золотой и живописно украшенный иконостас. Он был выполнен строителям москвичами Иваном Афанасьевым и Никитой Ивановым, а так же калужаниным Михаиле Медведевым.
Основной неф церкви увеличен архитекторами подкупольной частью. Над ней возвышается световой барабан с бельведером, затем небольшой купол, декоративный барабан, увенчанный главой.
В книге «По равнинам Десны и Сейма» было дано описание башни на момент 1960-х годов архитектором М.П. Цапенко:
«Композиция этой церкви очень оригинальна, ее четырехугольное основание имеет вид гульбища с открытой аркатурой мощных, даже грузных пропорций. Выше основания возведен основной массив, также четырехугольный, в котором помещалась церковь. Еще выше — восьмиугольный барабан, над ним такой же меньших размеров и небольшая завершающая главка. Основной массив наверху завершается фронтонами типично украинской формы и украшен декоративной лепкой точно такой, как это делалось в ту пору во многих строениях самой Киево-Печорской лавры. Но объемно-пространственная композиция памятника своеобразна и, насколько нам известно, аналогии не имеет».
Здание возведено из красного кирпича на бутовом фундаменте, в декоре применён резной белый камень и лепнина. Стены снаружи и внутри побелены.

## Появления
Не многие объекты в Брянске удостаиваются упоминания в кино, играх и литературе, тем более художественной. Ярмарачная башня же появилась аж в двух книгах:
- «По равнинам Десны и Сейма» книга М.П. Цапенко, 1970
- «Брянск, очерки об истории архитектуры города» книга А.В. Городкова, С.В.Ушакова, Е.С. Ильеченко, 2018 (последнее издание)

В последней книге в качестве упоминания.